# Electro trance
Electro trance je druh elektronické hudby. Míchá v sobě uplifting trance s některými prvky z electra. Tento hudební styl vznikl asi okolo roku 2004.

## Průkopníci žánru
- Gabriel & Dresden
- Ferry Corsten